# Вербове (Сумський район)
Вербо́ве — село в Україні, у Миколаївській сільській громаді Сумського району Сумської області. Населення становить 89 осіб. До 2016 орган місцевого самоврядування — Северинівська сільська рада.

## Географія
Село Вербове знаходиться на відстані 0,5 км від села Софіївка, за 1 км від села Склярівка і за 2 км від села Над'ярне. По селу протікає пересихаючий струмок з греблею.

## Історія
12 червня 2020 року, відповідно до розпорядження Кабінету Міністрів України № 723-р «Про визначення адміністративних центрів та затвердження територій територіальних громад Сумської області», село увійшло до складу Миколаївської сільської громади.
19 липня 2020 року, в результаті адміністративно-територіальної реформи та ліквідації Сумського району(1923—2020), увійшло до складу новоутвореного Сумського району.

## Зображення

Вигляд на село із автотраси Софіївка — Миколаївка (автобусна зупинка)
Більшість будинків в селі розташовані навколо ставка (західна частина села)